# Opakermoen
Opakermoen (eller Oppåkermoen) är en tätort i Nes kommun i Akershus fylke i sydöstra Norge. Tätorten hade 527 invånare den 1 januari 2022. Den största delen av invånarna bor längs Europaväg 16. Orten ligger sex kilometer öster om Vormsund och åtta kilometer nordost om kommunens centralort Årnes.